# Parsons-Taylor House
Parsons-Taylor House est une maison historique située à Easton (comté de Northampton), dans l'État de Pennsylvanie aux États-Unis. Elle a été construite entre 1753 et 1757 et comporte deux étages et demi. L'intérieur comporte un escalier circulaire en trois parties. La maison appartenait lors de sa création à George Taylor (v. 1716–1781), qui y est mort. La maison est occupée par la section de George Taylor des Filles de la Révolution américaine depuis 1906.
Cette maison a été ajoutée sur la liste du Registre national des lieux historiques (NRHP) le 22 août 1980 sous le numéro 80003585.